# Joana Machado Madeira
Joana Machado Madeira (Covilhã, 25 de maio de 1991) é uma atriz, humorista, digital influencer e empresária portuguesa. 

## Biografia
Joana Machado Madeira é filha de Elisabete Maria Vaz Dias, licenciada em Educadora de Infância, com pós-graduação em Educação Especial, e de Paulo Alexandre Martins Machado, inspetor da Polícia Judiciária, mas com o qual não mantém qualquer relação desde os 5 anos de idade.
Nascida na Covilhã, foi viver para Elvas em 1998, onde fez parte do grupo de teatro amador Arkus.
Em 2011, rumou a Lisboa determinada em busca de um sonho: ser atriz. Nesse mesmo ano inicia a frequência do Curso de Representação para Câmara, da Plural Entertainment. Em 2012, começa a frequentar a Escola Profissional de Teatro de Cascais e, em 2013, inicia também o Curso de Representação para Câmara Maria Henrique.

## Carreira
Em 2011 chega à capital vinda do Alentejo para estudar Teatro. Mas, paralelamente à frequência do curso, começa a fazer participações no programa Estado de Graça e também no talk-show 5 Para a Meia-noite . Nessa altura, estreou-se igualmente na Stand-up Comedy, com vários espetáculos. Mas, rapidamente deu o salto para a televisão como repórter da rubrica O da Joana, no Você na TV! (TVI), em 2015.
Em 2013, inicia a publicação das Crónicas da Joana no Facebook, reflexões sobre a vida, sobre as personagens do bairro, sobre os pobres e os ricos, sobre as terras de Portugal, sobre o dinheiro e sobre a felicidade. Mais tarde, é desafiada pela editora Capital Books a publicar esses contos, nascendo em 2015 o livro A Marmelada Mata.
Em 2014 estreia-se no cinema com Mau Mau Maria, um filme de comédia, realizado por José Alberto Pinheiro e produzido por Marta Gomes. Dois anos mais tarde, em 2016, participa no programa da RTP Cá Por Casa, ao lado de Herman José e, em 2018, veste o papel da secretária Carmen na telenovela Valor da Vida (TVI). Em 2021 fez parte do elenco adicional de Festa É Festa (TVI), com a personagem "Bebiana".

## Atriz/humorista
Televisão
| Ano         | Projeto         | Papel         | Notas                          | Canal |
| ----------- | --------------- | ------------- | ------------------------------ | ----- |
| 2011        | Estado de Graça | Vários papéis | Atriz, em rábulas humorísticas | RTP1  |
| 2012        | Dancin' Days    |               | Elenco adicional               | SIC   |
| 2015 - 2018 | Você na TV!     | Ela própria   | Rubrica O Da Joana             | TVI   |
| 2016        | Cá Por Casa     | Vários papéis | Atriz convidada                | RTP1  |
| 2017        | Biggest Deal    | Ela própria   | Concorrente                    | TVI   |
| 2018 - 2019 | Valor da Vida   | Cármen        | Elenco adicional               | TVI   |
| 2019        | Like Me         | Ela própria   | Concorrente                    | TVI   |
| 2021 - 2022 | Festa É Festa   | Bebiana       | Elenco adicional               | TVI   |
| 2022        | Hora de Verão   | Ela própria   | Repórter                       | TVI   |
| 2023        | Queridos Papás  | Helena        | Elenco adicional               | TVI   |
| 2025        | Bairro do Humor |               | Elenco Principal               | RTP1  |

Cinema
- 2014 - Mau Mau Maria, de José Alberto Pinheiro

Stand-up Comedy
- 2011 – Stand-up Comedy – Vários espetáculos ao longo dos anos
- 2016 – Stand-up Comedy – Palco Comédia – NOS Alive
- 2016 - Stand-up Comedy – Vamos Rir Por Uma Causa – Teatro Tivoli
- 2019 – Stand-up Comedy - Glicínias’ Comedy Fest – 20 Anos Para Só-Rir – Aveiro

## Livros publicados
- 2015 - A Marmelada Mata (por Capital Books)

## Empresária
Em 2021, tornou-se como empresária e, conjuntamente com uma amiga, inaugura em Lisboa o restaurante o “Monte do Tintolê”, espaço inspirado na região alentejana.

## Vida pessoal
Joana Machado Madeira vive em Cascais. É casada com o ator, humorista e argumentista Eduardo Madeira desde 2013. Juntos, têm duas filhas, Leonor de 8 anos (2013) e Carolina de 5 meses (2021).